# Rock X
Der Rock X ist ein 650 m langes, der Küste vorgelagertes Felsenkliff an der Ostseite der Einfahrt zur Victor Bay und 1,5 km nordwestlich des Gravenoirefelsens im ostantarktischen Adélieland.
Luftaufnahmen des Felsens entstanden durch die United States Navy bei der Operation Highjump (1946–1947). Kartiert wurde er bei der von 1952 bis 1953 dauernden französischen Antarktisexpedition, die hier auch eine astronomische Beobachtungsstation einrichtete. Namensgebend war, dass auf den Luftaufnahmen der US Navy die Formation mit einem X markiert wurde.